# هوندا سي إم 125
هوندا سي أم 125(بالإنجليزية: Honda CM125)‏ هي دراجة نارية من تصنيع هوندا.